# チャッツウッド (ニューサウスウェールズ州)

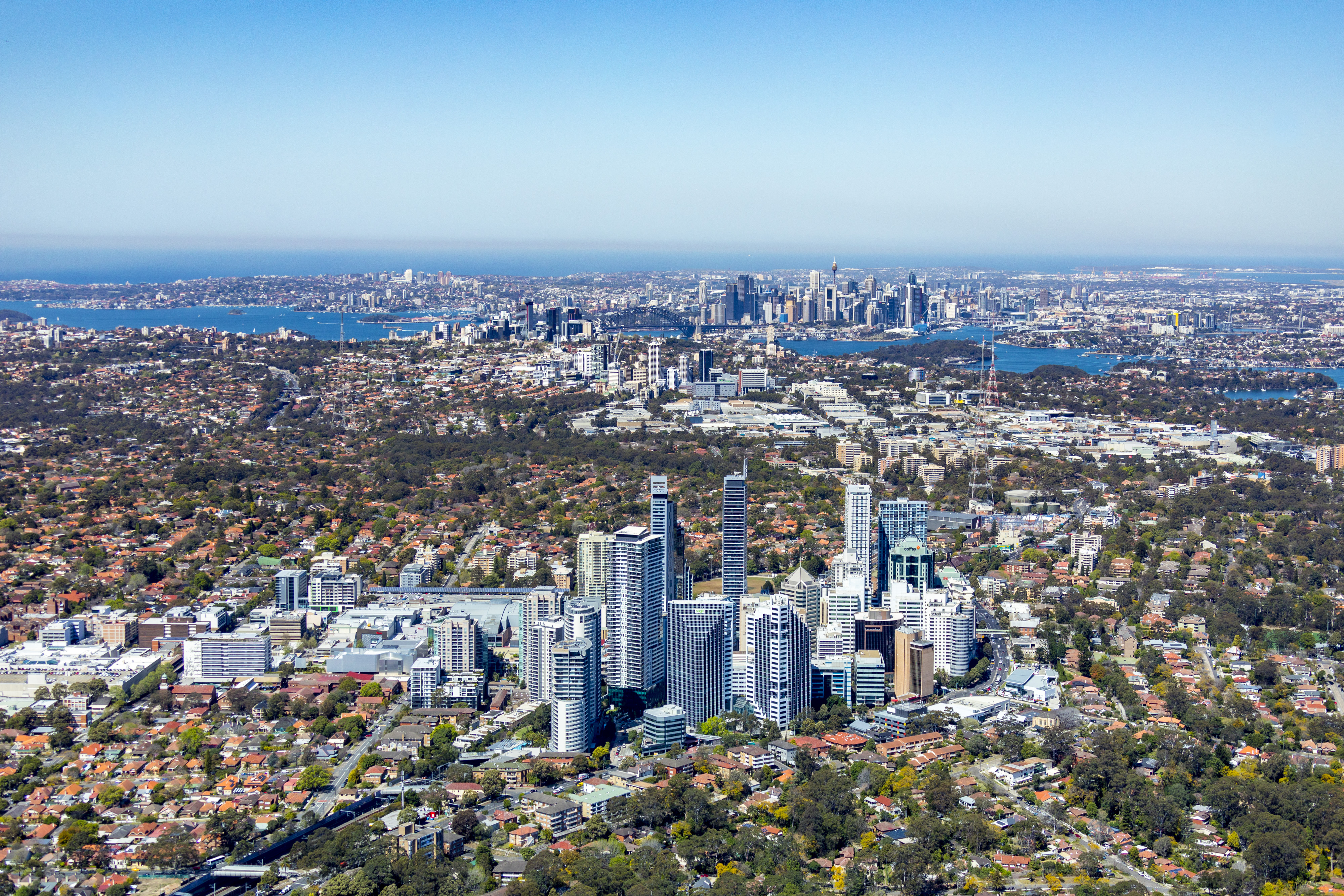
上空から　遠方にシドニーCBD

チャッツウッド（Chatswood）は、オーストラリア・シドニーの商業地。シドニー中心業務地区の北10kmに位置している。1980年代以降、再開発により超高層ビル群が形成され、多くの企業が事務所を移転した。チャッツウッド駅を中心に商業施設が集積しており、広域から買い物客を集めている。アジア系オーストラリア人の住民が多く、日本人も少なくない。行政上はシティ・オブ・ウィロウビーにあり、市役所が立地している。